# انائوچا
انائوچا (به لاتین: Anaocha) یک سکونتگاه مسکونی در نیجریه است که در انامبرا استیت واقع شده‌است.